# Том Мак-Артур
То́мас Чарльз «Том» Мак-А́ртур (англ. Thomas Charles «Tom» MacArthur; нар. 16 жовтня 1960, Геброн, Коннектикут) — американський політик-республіканець, з 2015 року він представляє 3-й округ штату Нью-Джерсі у Палаті представників США.
У 1982 році він закінчив Університеті Гофстра у штаті Нью-Йорк. Мак-Артур працював у страховій галузі, був головою і головним виконавчим директором York Risk Services Group протягом 11 років. З 2011 по 2013 рік він входив до ради тауншипа Рендольф, Нью-Джерсі і був його мером з 2013.